# NGC 404

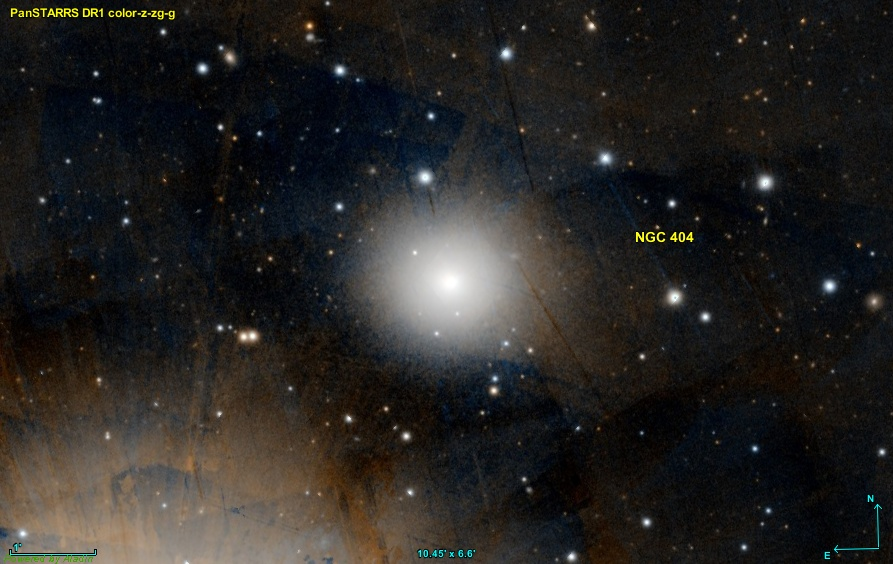
パンスターズによる画像

NGC 404は、アンドロメダ座の方角に約1000万光年離れた位置にある散在銀河である。1784年にウィリアム・ハーシェルによって発見された。小さな望遠鏡で見ることができる。局所銀河群のすぐ後ろ側にあるが、重力的な束縛はないように見える。2等星のミラク（アンドロメダ座ベータ星）から7'の位置にあるため、観察や撮影が難しくなっており、「ミラクの幽霊」とあだ名されている。

## 物理的特徴
NGC 404は非常に孤立した矮小レンズ状銀河であり、小マゼラン雲と比べ、少し明るくて小さい。他の多くの早期型銀河と異なり、21cm線（中性水素原子）が非常に多く、その多くは周囲にある1対の大きな環に集中している。また、その中心部と最外縁の領域で、星形成が行われているが、それほど活発ではない。
外側のガス円盤とそこの星形成領域は約10億年前の、1つまたはいくつかの小さな銀河の合体がきっかけになったと推測されており、NGC 404は、かつては渦巻銀河だったものの、この合体でレンズ状銀河に変形したと考えられている。

## LINER放射
NGC 404は、弱電離原子から放射されるスペクトル線で特徴づけられる領域である低電離中心核輝線領域(LINER)を含む。
恐らく数万太陽質量の超大質量ブラックホールとともに、核星団も存在する。

## 距離の測定
NGC 404までの距離の測定が少なくとも2つの技術により試みられた。赤外線表面輝度ゆらぎ法は、銀河バルジの画像の粒状性を元に渦巻銀河までの距離を推測する。2003年にこの方法を用いて、NGC 404までの距離は、9.9 ± 0.5Mlyと測定された。
しかし、NGC404は、内部の個々の赤色超巨星が撮影できるほど近くにある。これらの恒星からの光と、銀河系内の近隣の恒星との比較により、この銀河までの距離が直接測定可能となった。この方法は、w:Tip of the red-giant branchと呼ばれる。この方法を用いると、NGC 404までの距離が10.0 ± 1.2 Mlyと測定された。この2つの平均を取って、NGC 404までの距離は、10.0 ± 0.7 Mlyとされる。

## 伴銀河
2018年、ドナティエロIと呼ばれる伴銀河の可能性のある天体が発見された。ドナティエロIは、最近の星形成領域をほとんど持たない矮小楕円体銀河である。2つの銀河間の正確な距離を測定するのが難しく、伴銀河かどうかは確定していない。